# Half-Life 2: Episode One
Half-Life 2: Episode One är ett datorspel och den första av en serie episoder som utgör uppföljaren till Half-Life 2. Spelet är utvecklat av Valve Corporation och släpptes den 1 juni 2006. Spelet kallades till en början för Half-Life 2: Aftermath, men bytte sedan namn till Episode One efter att Valve offentliggjort att fler episoder skulle släppas. Episode One använder sig av Sourcemotorn och medförde nya ljus- och animationstekniker, samt förbättrad AI för följeslagare.
Handlingen i Episode One tar vid direkt där Half-Life 2 slutade. City 17 ligger i ruiner och Gordon Freeman och Alyx Vance måste tillsammans med andra överlevande ta sig ut ur staden innan Citadellets reaktor exploderar. 
Valve ansåg att tre episoder motsvarade en fullständig uppföljare till Half-Life 2. Episode One mottog positiva betyg från recensenterna där bland annat spelmekaniken med Alyx Vance som konstant följeslagare gillades medan spelets korta längd fick kritik.

## Spelupplägg
Episode One är liksom Half-Life 2 en förstapersonsskjutare där spelaren rör sig igenom linjära banor där både fiender och allierade påträffas. Spelupplevelsen är en blandning av strider och fysikbaserad problemlösning. Episode One introducerar nya koncept för spelaren i kontrollerade miljöer under spelets gång på ett sätt som inte stör handlingen. Samma koncept används senare i nya former eller under tidspress.
En head-up-display på skärmen visar information om spelarens hälsa, energi och ammunition. Under spelets gång får spelaren tillgång till nya vapen som också fanns med i originalspelet. Till skillnad från i Half-Life 2 där Gordons första vapen är den karaktäristiska kofoten börjar spelaren med endast the Gravity Gun som låter spelaren plocka upp och skjuta iväg även tunga föremål, vilket används i både strid och problemlösning.
Den AI som används till spelarens följeslagare, Alyx Vance, designades specifikt för att komplementera spelarens förmågor. Utvecklarna beskrev Alyx programmering i Episode One som "peronality code" istället för "AI code" för att poängtera deras ansträngningar för att göra Alyx till en unik och naturlig följeslagare. En del av designen var att undvika att vissa handlingar eller dialoger upprepades. Under en del av spelet som utspelar sig under jord uppmuntras spelaren att spara ammunition genom att använda sin ficklampa för att hjälpa Alyx se och döda fiender. Hon tar också vid flera tillfällen strategiska positioner varifrån hon kan täcka spelaren medan denne tar sig igenom ett område eller genomför en viss uppgift.

## Kapitel

### 1: Opåkallad oro
Spelet tar vid där Half-Life 2 slutar. Reaktorn i Citadellet har precis exploderat, tiden stannar och allt blir svart. Fram kommer G-Man, men plötsligt framträder flera Vortigaunts och stoppar G-Man. Sedan tar de tag i en och allt blir svart igen. Gordon vaknar upp under en massa bråte, Alyx mekaniska husdjur, Dog, gräver fram Gordon, och man återförenas med Alyx som kramar om Gordon. Dog har även hittat The Gravity Gun som han ger till Gordon. Man har dykt upp precis utanför Citadellet, och Alyx har fått kontakt med Eli och Kleiner via en videolänk. De säger att Citadellets huvudreaktor kommer att explodera och att enda chansen att hinna få ut alla ur staden innan det är för sent är att någon måste gå in i Citadellets reaktor och stabilisera den. Alyx följer med Gordon in i Citadellet, medan Dog beordras att ta sig till Eli och de andra. Det är uppenbart att Citadellet är skadat och håller på att falla sönder. Man passerar ett rum med en massa kapslar ("pods") som visar sig innehålla Combine Advisors, som tydligen gör sig beredda att fly. Till slut tar man sig ner till reaktorn, som ligger djupt nere.

### 2: Direkt ingrepp
Gordon är inne i reaktorn och försöker reparera den. Det visar sig att The Combine försöker spränga den med vilje, i ett försök att skicka iväg en nödsignal till deras hemplanet. För att förhindra att reaktorn sprängs måste Gordon ta sig in i reaktorrummet, och med hjälp av ett antal apparater återuppföra skyddsfältet runt om.
Innan Gordon hinner fly komplexet sätter alarmet igång, och Gordon måste skynda sig mot hissen som leder ner till tågen, innan en massa Combine Elites hinner ikapp en.
Gordon och Alyx tar sig in i en vagn precis innan tåget börjar rulla. Då upptäcker Alyx att de har hamnat i en vagn med smygare (figurer som används som slavarbetare i Citadellet). De vilar dock i sina kapslar. Innan tåget har hunnit fly staden spårar det ur.

### 3: Skurk
Gordon vaknar upp i vagnen, som nu ligger på sidan. Alla smygare har nu börjat skrika vilt, och spelaren får skynda sig ut ur vagnen. Spelaren har hamnat i en tunnel, som sedan leder till en halvt igenrasad vägtunnel. Hela tunneln kryllar av zombier och antlions, som spelaren måste slåss mot och samtidigt försöka att hitta en väg upp till ytan. Till slut hittar Alyx en hiss, men medan hon och Gordon väntar på den anfaller horder av zombier av alla slag.

### 4: Flykt i stadsmiljö
Hissen ur parkeringsgaraget leder ut på gatorna. Här slåss Combines och motståndsrörelsen både mot varandra och mot antlions utomhus respektive zombier inomhus. Efter ett tag stöter spelaren på Barney, som informerar Gordon och Alyx att motståndsrörelsen håller på att samla ihop sig för att försöka ta sig mot järnvägsstationen. Spelaren måste ta med sig Alyx och gå en annan väg för att locka iväg Combine-soldaterna från de andra. På vägen till stationen får spelaren både slåss mot ett Gunship och ta sig igenom ett gammalt sjukhus som även det är fullt av zombier. Vid sjukhusets bakdörr kommer spelaren ut på en gårdsplan, inte långt från stationen, där Gordon och Alyx återförenas med Barney och de andra igen.

### 5: Utgång 17
Spelaren, tillsammans med Alyx och Barney, måste hjälpa de sista människorna att fly till järnvägsstationen. Motståndsrörelsen delas upp i flera grupper och tas om varv över gatan till stationen. Varje gång kommer nya typer av fiender. När Barney och alla människor är ombord på tåget, far de iväg medan Gordon och Alyx stannar kvar för att dra till sig Combines styrkor och låta de andra hinna iväg. Sedan tar de sig mot ett annat tåg. Plötsligt dyker en Strider upp som man måste slåss mot. För att få tag i nog med raketer till raketgeväret, måste spelaren hoppa mellan containrar och över tågvagnar för att till slut komma till en ammunitionslåda. Allt detta medan Stridern skjuter. När den väl är besegrad kan Gordon hoppa på tåget tillsammans med Alyx och åka iväg. När spelaren precis är utanför staden flyger kapslarna med Combine Advisors iväg och Citadellet exploderar. Chockvågen kommer närmare i snabb takt och river upp spåret. Allt blir vitt och man hör Alyx röst: "Gordon..."

## Utveckling
Half-Life 2: Episode One är den första episoden av en trilogi, och fungerar som en uppföljare till Half-Life 2. Under februari 2006 meddelade Valve att de skulle släppa en trilogi av episoder som täcker samman en övergripande ramberättelse. Då berättelserna och dialogerna av Half-Life och Half-Life 2 endast skrevs av Valves internförfattare Marc Laidlaw, så skrevs episoderna av Half-Life 2 gemensamt av Laidlaw, Chet Faliszek och Erik Wolpaw, med Laidlaw som ledare för gruppen.
Valve förklarade att fokus för Episode One låg på karaktärsutveckling, särskilt Gordons följeslagare Alyx, eftersom hon följer med spelaren under nästan hela spelet. Projektledaren Robin Walker diskuterade resonemanget bakom detta tillvägagångssätt i en artikel av PC Gamer UK från maj 2005. Där sa Walker: "Det är lite ironiskt att trots så mycket av temat i Half-Life 2 handlar om andra karaktärer och andra människor, så spenderar du mest av spelet ensam."
Senare bekräftades det att spelaren skulle återigen få spela rollen som Gordon Freeman, till skillnad från expansionerna av Half-Life där spelaren tar rollen i andra karaktärer. Valve bestämde sig för att utveckla Episode One internt, istället för att arbeta med externa entreprenörer som vid de tidigare expansionerna, detta eftersom företaget redan var bekväm med tekniken och konstruktionsverktyget för Half-Life 2.
På grund av Alyx stora inblandning i spelet, så gjorde Valve modifieringar på hennes artificiella intelligens, vilken gjorde det möjligt för henne att reagera på spelarens handlingar. Modifieringarna kan vara att Alyx kommenterar om objekt som spelaren har nyss manipulerat, eller hinder som de har betvingat. Hon fungerar också som en viktig anordning för handlingens framställning samt styr spelarens färd, ofta genom att ge spelaren en ledtråd. Utvecklarna förklarade att en stor del av deras fokus inte bara var en trovärdig följeslagare för spelaren, utan också en som inte hindrar spelarens handlingar. De ville att spelaren själv skulle få bestämma sin takt och metod för de kommande uppgifterna, utan att bli hindrad. Detta innebar att Valve ofta var tvungna att skala ner Alyx insats och dialog. Utvecklarna injicerade också något som de beskrivit som hjältemoment i spelet, vilket gör att spelaren på egen hand måste övervinna vissa hinder, till exempel utmanande fiender, där Alyx tar rollen som observatör och därefter ger spelaren hyllning och beundran för dennes hjältemodiga prestationer. Speltestare användes omfattande av utvecklarna under hela spelets skapelse, vilket gjorde att Vavle kontinuerligt kunde mäta effektiviteten i spelets scenarier såväl som svårighet.
Spelet körs på en uppgraderad version av Valves proprietära spelmotor Source. Den har både avancerade ljuseffekter och en ny version av dess ansiktsanimation/uttrycksteknik. Även uppgraderingar till motståndarnas artificiella intelligens har gjorts, som gör att Combine-soldaterna kan använda teknik som tidigare inte var tillgängliga för dem. Till exempel kan Combine-soldaterna nu huka sig ner då de blir beskjutna, detta för att undvika spelarens eldstrid. Spelets soundtrack komponerades av Kelly Bailey. Musiken används sparsamt under spelets gång. Det är främst under scener där stora händelseutvecklingar eller viktiga actionsekvenser äger rum, till exempel när man stöter på en ny fiende.
Inga nya områden introducerades i Episode One, men istället gjordes det stora förändringar i utseendet på City 17, där spelet äger rum, och Citadellet från slutet av Half-Life 2, vilket återspeglar de föränderliga former som har skapats efter spelarens handlingar och påminna spelaren om dess stora effekter på berättelsen. Citadellet som från början var en kall, främmande och imponerande fästning, har degenererats till ett extremt instabilt tillstånd. Detta ger en visuell signal till spelaren om den katastrofala skada som denne påförde, och möjliggör ett nytt spelinslag som betonar de överhängande faror då Citadellet kollapsar. Dessutom lyfts ett tematiskt syfte fram, genom att visa försvagningen av Combines dominans i City 17. På samma sätt har City 17 förändrats i efterverkan till att återspegla motståndsrörelsens öppna revolt, förstörda byggnader och införandet av fiender som tidigare hölls utanför gränserna i Half-Life 2, vilka ska betona upprorets skala.

## Mottagande
| Half-Life 2: Episode One | Half-Life 2: Episode One |
| Samlingsbetyg            | Samlingsbetyg            |
| Tjänst                   | Betyg                    |
| ------------------------ | ------------------------ |
| Gamerankings             | 85.59%                   |
| Metacritic               | 87/100                   |
| Recensionsbetyg          |                          |
| Publikation              | Betyg                    |
| Edge                     | 8/10                     |
| Game Revolution          | B                        |
| Gamespot                 | 8.7/10                   |
| Gamespy                  | [ 20 ]                   |
| IGN                      | 8.5/10                   |
| PC Gamer UK              | 90%                      |
| PC Gamer US              | 85%                      |

Episode One släpptes i både butik och genom Valves distributionssystem Steam. Spelet distribuerades också av Electronic Arts, där det släpptes som ett fristående spel och som en del av Half-Life 2: Platinum Collection. Episode One var tillgänglig för förnedladdning och förköp via Steam den 1 maj 2006 tillsammans med Half-Life Deathmatch: Source och Half-Life 2: Deathmatch, vilka gick att direkt spela som en del av paketet. Episode One finns tillgänglig som en del av en spelsamling kallad The Orange Box som även innehåller Half-Life 2, Episode Two, Team Fortress 2 och Portal, vilka alla går att spela på formaten MacOS, Microsoft Windows, Xbox 360 och Playstation 3. Ungefär 1,4 miljoner exemplar av Episode One såldes i butik under 2008.
Episode One fick generellt positiv respons, och recensenter lovordade spelet för att ha en mer invecklad och bättre spelupplägg än Half-Life 2. Spelets interaktivitet, och då särskilt Alyx och hennes reaktioner på spelarens handlingar, fick också beröm. PC Gamer kommenterade följande: "då denna inledande episod kanske inte är den väsentliga förstapersonsskjutaren som Half-Life 2, så kan jag inte föreställa mig att någon skjutspelsfan skulle sakna denna." I en recension, från PC Gamer UK, riktade de särskilt beröm för balansen mellan pussel- och actionorienterade utmaningar av spelet. Den australiensiske tidskriften PC Powerplay gav spelet 10/10 poäng. Av  samlingsbetygshemsidan Metacritic fick spelet ett genomsnittligt betyg på 87/100 samt 85,59 procent av Gamerankings. IGN tilldelade Episode One med titeln "Best PC FPS of 2006" och beskrev det som "stor spänning för pengarna med Valves nya episodiska del", även om det inte erbjöd "den fullständiga upplevelsen som Half-Life 2 hade". Gamespy rankade Episode One som nionde på sin 2006 års lista av "Games of the Year", och noterade också implementeringen av Alyx som en trovärdig och användbar följeslagare.
Spelet fick ofta kritik för dess korta längd. Det tar ungefär 4–6 timmar att slutföra Episode One, vilket väcker frågan om spelet är värt priset. Computer Games Magazine hävdade att det inte var möjligt att granska spelet på grund av sin episodiska art, eftersom detta spel är den första delen av en tredelad berättelse, och det är då svårt att bedöma det när slutprodukten inte finns med. Game Revolution uttryckte besvikelse på grund av brist på nya funktioner, såsom miljöer och vapen.